# Koboltbomb
Koboltbomb skulle kunna vara ett hypotetiskt kärnvapen som har getts ett tillskott av kobolt. 
Det har antagits, i varje fall mot bakgrund av vad som är offentligt känt, att koboltbomber aldrig har byggts i praktiken.

## Verkan
Funktionen hos en sådan bomb skulle baseras på att vid detonation blir kobolt utsatt för joniserande strålning  i form av neutroner som då skulle göra materialet extremt radioaktivt under flera år med en halveringstid på 5,7 år.  Detta till skillnad från vanliga kärnvapen, där det värsta nerfallet försvinner inom några veckor eller månader.  Den långa halveringstiden innebär framför allt två viktiga saker:
1. Radioaktivt damm hinner spridas mycket långt innan det blir ofarligt.
2. Det är svårt eller omöjligt att bygga skyddsrum som kan hålla människor vid liv tills radioaktiviteten lagt sig.

Den hypotetiska verkansmekanismen skulle utgöras av följande kärnreaktion:
{\displaystyle {}^{59}\mathrm {Co} +n\longrightarrow {}^{60}\mathrm {Co} \longrightarrow {}^{60}\mathrm {Ni} +\beta +2\gamma \,\!}

## Domedagsvapen
Dessa hypotetiska koboltbomber har beskrivits som ett av få tänkbara sätt som mänskligheten skulle kunna utplåna sig själv. Det har påståtts att det med ett relativt litet antal sådana vapen så skulle man kunna skapa ett dödligt dammoln som långsamt skulle sprida sig med vindarna tills det täckte hela jordklotet. Det har påståtts att det skulle krävas 1 gram av isotopen kobolt-60 per kvadratkilometer. Det har vidare påståtts att 510 ton 60Co skulle räcka för att täcka hela jorden med ett sådant nedfall.

## I kulturen
Det är ett scenario som behandlats i filmer som Dr. Strangelove eller: Hur jag slutade ängslas och lärde mig älska bomben och On The Beach.